# Tatsuya Asanuma
Tatsuya Asanuma (japanisch 浅沼 達也 Asanuma Tatsuya; * 13. Juli 1970 in Urawa, Saitama (heute Saitama, Saitama)) ist ein ehemaliger japanischer Fußballspieler.

## Karriere
Asanuma erlernte das Fußballspielen in der Schulmannschaft der Teikyo High School sowie in der Universitätsmannschaft der Landwirtschaftsuniversität Tokio. Asanuma begann seine Karriere 1993 beim Zweitligisten Toshiba (heute: Consadole Sapporo). 1997 feierte er mit dem Verein die Zweitligameisterschaft und den Aufstieg in die erste Liga. 1998 beendete er seine Karriere als Fußballspieler.